# Bachata rosa (canción)
"Bachata rosa" es una canción del cantautor de República Dominicana Juan Luis Guerra lanzada en 1991 y sirvió como el séptimo sencillo de su quinto álbum de estudio Bachata Rosa (1990). Junto con Estrellitas y duendes y Como abeja al panal, es uno de los primeros éxitos internacionales de Guerra y ayudó a contribuir a la sofisticación y reconocimiento de la bachata en América Latina y Europa. La canción fue un éxito comercial, encabezó las listas de éxitos en México y fue el cuarto sencillo del álbum en llegar al top 10 en el Hot Latin Tracks de EE. UU.
Una versión portuguesa de la canción fue lanzada en 1992; titulada Romance Rosa, alcanzó el puesto número 7 en las listas brasileñas de Airplay. La canción sirvió como tema de cierre de la novela televisiva brasileña "De Cuerpo y Alma" (1992). La pista se incluyó en el álbum de grandes éxitos de Guerra Grandes Éxitos Juan Luis Guerra y 440 y Colección Romántica (2001). La canción ha sido versionada por muchos artistas y se usó como canción de apertura de varias novelas de televisión. En 2022, durante su gira Music of the Spheres World Tour, la banda británica Coldplay, versionó el tema en su concierto en Santo Domingo.

## Lista de canciones
- México 7", 45 RPM Sencillo 1991 [9]
  1. La bilirrubina – 3:05
  2. Bachata Rosa – 4:14
- Brasil CD Sencillo (1992) [10]
  1. Romance Rosa - 4:13
  2. Burbujas de amor - 4:06

## Listas
| Listas (1991-1992)          | Posición |
| --------------------------- | -------- |
| Brasil Airplay (UPI)        | 7        |
| Colombia Airplay (UPI)      | 7        |
| México Airplay (UPI)        | 1        |
| Panamá Airplay (UPI)        | 6        |
| Hot Latin Songs (Billboard) | 7        |
| Venezuela Airplay (UPI)     | 6        |
| Uruguay Airplay (UPI)       | 4        |